# Warwick Brown
Warwick Brown (* 24. Dezember 1949 in Sydney) ist ein ehemaliger australischer Automobilrennfahrer.

## Karriere
Warwick Brown machte außerhalb der Formel 1 Karriere im Motorsport, dort wo seine Wurzeln lagen: in Australien und Neuseeland und später in den Vereinigten Staaten. Erste Erfolge mit einem gebrauchten Formel-5000-McLaren machten es möglich, dass Brown sich einen Lola T300 kaufte, um mit diesem 1973 in die Tasman-Serie einzusteigen. Ein schwerer Unfall in Surfers Paradise beendete die ersten Ambitionen schlagartig. Brown brach sich beide Beine und verbrachte drei Monate im Krankenhaus.
1974 kehrte er zurück und feierte seinen ersten Sieg in der Tasman-Serie beim Abschlussrennen in Adelaide. Brown ging in die USA und wurde zu einem Spitzenfahrer in der US-amerikanischen Formel-5000-Meisterschaft und in der CanAm-Serie in den 1970er-Jahren. 1975 fuhr er noch einmal in der Tasman-Serie und gewann die Gesamtwertung.
Ein einziges Mal sah man Brown auch am Start bei einem Formel-1-Grand-Prix. 1976 fuhr er für Walter Wolf und dessen Team Walter Wolf Racing den Großen Preis der USA Ost in Watkins Glen. Mit fünf Runden Rückstand blieb nur der enttäuschende 14. Rang – während des Rennens hatte der Australier mit zwei ausgefallenen Gängen und Problemen mit den hinteren Bremsen zu kämpfen.

## Statistik

### Statistik in der Automobil-Weltmeisterschaft

#### Gesamtübersicht
| Saison | Team               | Chassis            | Motor                    | Rennen | Siege | Zweiter | Dritter | Poles | schn. Rennrunden | Punkte | WM-Pos. |
| ------ | ------------------ | ------------------ | ------------------------ | ------ | ----- | ------- | ------- | ----- | ---------------- | ------ | ------- |
| 1976   | Walter Wolf Racing | Wolf-Williams FW05 | Ford Cosworth DFV 3.0 V8 | 1      | –     | –       | –       | –     | –                | –      | NC      |
| Gesamt | Gesamt             | Gesamt             | Gesamt                   | 1      | −     | −       | −       | −     | −                | −      |         |

#### Einzelergebnisse
| Saison | 1 | 2 | 3 | 4 | 5 | 6 | 7 | 8 | 9 | 10 | 11 | 12 | 13 | 14 | 15 | 16 |
| ------ | - | - | - | - | - | - | - | - | - | -- | -- | -- | -- | -- | -- | -- |
| 1976   |   |   |   |   |   |   |   |   |   |    |    |    |    |    |    |    |
|        |   |   |   |   |   |   |   |   |   |    |    |    |    | 14 |    |    |

| Legende  | Legende            | Legende                                                          |
| Farbe    | Abkürzung          | Bedeutung                                                        |
| -------- | ------------------ | ---------------------------------------------------------------- |
| Gold     | –                  | Sieg                                                             |
| Silber   | –                  | 2. Platz                                                         |
| Bronze   | –                  | 3. Platz                                                         |
| Grün     | –                  | Platzierung in den Punkten                                       |
| Blau     | –                  | Klassifiziert außerhalb der Punkteränge                          |
| Violett  | DNF                | Rennen nicht beendet (did not finish)                            |
| Violett  | NC                 | nicht klassifiziert (not classified)                             |
| Rot      | DNQ                | nicht qualifiziert (did not qualify)                             |
| Rot      | DNPQ               | in Vorqualifikation gescheitert (did not pre-qualify)            |
| Schwarz  | DSQ                | disqualifiziert (disqualified)                                   |
| Weiß     | DNS                | nicht am Start (did not start)                                   |
| Weiß     | WD                 | zurückgezogen (withdrawn)                                        |
| Hellblau | PO                 | nur am Training teilgenommen (practiced only)                    |
| Hellblau | TD                 | Freitags-Testfahrer (test driver)                                |
| ohne     | DNP                | nicht am Training teilgenommen (did not practice)                |
| ohne     | INJ                | verletzt oder krank (injured)                                    |
| ohne     | EX                 | ausgeschlossen (excluded)                                        |
| ohne     | DNA                | nicht erschienen (did not arrive)                                |
| ohne     | C                  | Rennen abgesagt (cancelled)                                      |
| ohne     | keine WM-Teilnahme |                                                                  |
| sonstige | P/fett             | Pole-Position                                                    |
| sonstige | 1/2/3/4/5/6/7/8    | Punktplatzierung im Sprint-/Qualifikationsrennen                 |
| sonstige | SR/kursiv          | Schnellste Rennrunde                                             |
| sonstige | *                  | nicht im Ziel, aufgrund der zurückgelegten Distanz aber gewertet |
| sonstige | ()                 | Streichresultate                                                 |
| sonstige | unterstrichen      | Führender in der Gesamtwertung                                   |